# Кальча
Кальча — река в России, протекает по Тюменской области. Устье реки находится в 68,6 км по левому берегу реки Демьянка. Длина реки составляет 178 км. Площадь водосборного бассейна — 1640 км². Высота устья — 31,1 м над уровнем моря. Высота истока — 92 м над уровнем моря.

## Притоки
(км от устья)
- 25 км: река Калеега (пр)
- 33 км: река без названия (лв)
- 66 км: река Таиньега (пр)
- Чистый (лв)
- 91 км: река Тялес (лв)
- Боровая (лв)
- 121 км: река Качкар (лв)
- 132 км: река Выжимбит (пр)
- Дедушка (лв)
- Кедровая (лв)

## Данные водного реестра
По данным государственного водного реестра России относится к Иртышскому бассейновому округу, водохозяйственный участок реки — Иртыш от впадения реки Тобол до города Ханты-Мансийск (выше), без реки Конда, речной подбассейн реки — бассейны притоков Иртыша от Тобола до Оби. Речной бассейн реки — Иртыш.